# 揭余生
揭余生（1926年10月26日—），原名揭祥麟，男，四川重庆人，中国儿童文学作家。曾任四川省作家协会理事。